# Майкл (фильм, 2026)
«Майкл» (англ. Michael) — предстоящий американский биографический фильм режиссёра Антуана Фукуа и сценариста Джона Логана о жизни и творчестве музыканта Майкла Джексона. Главную роль исполнит Джафар Джексон, племянник Майкла. Его премьера запланирована на 24 апреля 2026 года.

## Сюжет
Фильм повествует о жизни и творчестве американского певца, продюсера и танцора Майкла Джексона, чья творческая карьера продлилась четыре десятилетия.

## В ролях
- Джафар Джексон[англ.] — Майкл Джексон
  - Джулиано Кру Валди — Майкл Джексон в детстве
- Колман Доминго — Джо Джексон
- Ниа Лонг — Кэтрин Джексон
- Майлз Теллер — Джон Бранка
- Джамал Р. Хендерсон — Джермейн Джексон
  - Джейден Харвилл — Джермейн Джексон в детстве
- Тре Хортон — Марлон Джексон
  - Джейлен Линдон Хантер — Марлон Джексон в детстве
- Райан Хилл — Тито Джексон
  - Джуда Эдвардс — Тито Джексон в детстве
- Джозеф Дэвид-Джонс[англ.] — Джеки Джексон
  - Нейтаниел Логан Макинтайр — Джеки Джексон в детстве
- Лора Харриер — Сюзанн де Пасс[англ.]
- Кэт Грэм — Дайана Росс
- Лоренц Тейт — Берри Горди
- Джессика Сула — Ла Тойя Джексон
- Лив Саймон — Глэдис Найт
- Кевин Шиник[англ.] — Дик Кларк
- Кейлин Даррел Джонс — Билл Брей
- Кендрик Сэмпсон — Куинси Джонс
- Дерек Люк — Джонни Кокран[англ.]

## Производство

### Разработка
В ноябре 2019 года Грэм Кинг получил права на производство фильма о Майкле Джексоне; Джон Логан был назначен сценаристом. В феврале 2022 года права на распространение фильма приобрела компания Lionsgate. В июне 2022 года начался подбор актёров. В январе 2023 года режиссёром «Майкла» был назначен Антуан Фукуа. В том же месяце Джафар Джексон (племянник Майкла Джексона) был утверждён на главную роль. В январе 2024 года Джулиано Кру Валди был утверждён на роль Майкла Джексона в детстве, Колман Доминго — на роль Джо Джексона, Ниа Лонг — на роль Кэтрин Джексон. В феврале того же года Майлз Теллер был утверждён на роль Джона Бранки, адвоката Майкла Джексона. Позднее в том же месяце были утверждены актёры на роли остальных членов группы The Jackson 5 (Джеки, Тито, Джермейна и Марлона Джексонов), включая детских актёров. В марте на роль Сюзанн де Пасс была утверждена Лора Харриер.

### Съёмки
Изначально съёмки были запланированы на 2023 год. Изначально сообщалось, что бюджет фильма составит 120 млн долларов США, затем он был увеличен до 155 млн долларов США. Съёмки должны пройти в Калифорнии, в основном в Санта-Барбаре, и занять более 80 дней. Из-за забастовки профсоюза актёров SAG-AFTRA съёмки были отложены. 27 ноября 2023 года съёмки стартовали в Лос-Анджелесе.

## Премьера
Премьера фильма в США запланирована на 24 апреля 2026 года. Изначально она должна была состояться 18 апреля 2025 года, позднее была перенесена на 3 октября 2025 года. В октябре 2023 было объявлено, что в США фильм будет распространять компания Lionsgate, а в остальных странах мира (кроме Японии) — компания Universal Pictures.